# اسکای بال (آلاباما)
اسکای بال (به انگلیسی: Sky Ball) یک منطقهٔ مسکونی در ایالات متحده آمریکا است که در شهرستان بلونت، آلاباما واقع شده‌است. اسکای بال ۲۳۱ متر بالاتر از سطح دریا قرار دارد.